# Irrn
Irrn ist ein Stadtteil von Bogen im niederbayerischen Landkreis Straubing-Bogen. Der Weiler liegt circa vier Kilometer östlich von Bogen. 
Am 1. Januar 1971 kam Irrn als Ortsteil der ehemals selbständigen Gemeinde Bogenberg zu Bogen.